# William Tell (film fra 2024)
 Denne artikel omhandler filmen fra 2024. For andre betydninger af Wilhelm eller William Tell, se Wilhelm Tell (flertydig).
William Tell er en britisk/italiensk/schweizisk/amerikansk film fra 2024, der er instrueret af Nick Hamm. Filmen er en genfortælling af historien om den schweiziske sagnhelt Wilhelm Tell og har den danske skuespiller Claes Bang i hovedrollen. I andre roller medvirker Jonathan Pryce og Ben Kingsley. Filmen fik blandede anmeldelser i USA.

## Handling
Filmen bygger på legenden om den schweiziske sagnhelt Wilhelm Tell. I 1307 lever den schweiziske befolkning undertrykt af østrigske herremænd og soldater. Den tidligere korsfarer Wilhelm Tell lever et roligt liv på landet med sin familie og har lovet aldrig at udøve vold igen. Han bliver imidlertid blandet ind i en situation, hvor han ikke kan undgå at tage stilling. Da den østrigske guvernør Gessler tvinger Tell til at skyde et æble af sin søns hoved, beslutter William Tell at slutte sig til oprørerne mod østrigerne.

## Medvirkende
- Claes Bang som Wilhelm Tell
- Éanna Hardwicke som Tell som ung
- Connor Swindells som Albrecht Gessler
- Golshifteh Farahani som Suna, Tells kone, som han mødte i Palæstina under et korstog
- Tobias Jowett som Walter, Tells søn
- Jonah Hauer-King som Rudenz, arving til det schweiziske dynasti Attinghausen
- Ellie Bamber som Bertha, en halvt schweizisk habsburgisk adelskvinde og niece til kong Albrecht 1.
- Rafe Spall som Stauffacher
- Emily Beecham som Gertrude
- Jonathan Pryce som Attinghausen, Rudenz' onkel
- Ben Kingsley som Albrecht 1. af Tyskland
- Jess Douglas-Welsh som Agnes af Østrig, Albrechts datter
- David Moorst som Leopold 1., hertug af Østrig
- Amar Chadha-Patel som Furst, en præst
- Sam Keeley som Baumgarten, en schweizisk bonde
- Neva Leoni som Baumgartens kone
- Jake Dunn som Stussi, Gesslers assistent
- Theo Hamm som hertug Johan
- Solly McLeod som Melchtal
- Colin Bennett som Melchtals far

## Modtagelse

### USA
På det amerikanske websted Rotten Tomatoes, der opsummerer amerikanske mediers filmanmeldelser, var 61 % af de 31 indsamlede anmeldelser positive med en gennemsnitlig vurdering på 5,6 ud af 10 mulige point, hvilket indikerer en noget blandet modtagelse.

### Danmark
I Berlingske gav anmelderen Thomas Brunstrøm filmen tre stjerner ud af seks. Han mente, at filmen ikke hævede sig udover middelmådigheden, var for stereotyp i sin opdeling af onde østrigere og gode schweizere og kritiserede, at filmen sluttede med en cliffhanger, som lagde op til, at publikum skulle føle sig nødsaget til at se toeren. Politikens Nanna Frank Rasmussen gav tilsvarende tre hjerter og mente ikke, at filmen kom i mål. Hun fremhævede dog Connor Swindells i skurken Gesslers rolle som et positivt element i filmen.